# Gertwiller
Gertwiller település Franciaországban, Bas-Rhin megyében. Lakosainak száma 1281 fő (2022. január 1.). Gertwiller Barr, Bourgheim, Heiligenstein és Zellwiller községekkel határos.

## Népesség
A település népességének változása:
| Lakosok száma | 1296 | 1269 | 1277 | 1250 | 1252 | 1258 | 1266 | 1273 | 1281 |
|               | 2013 | 2015 | 2016 | 2017 | 2018 | 2019 | 2020 | 2021 | 2022 |